# 슈테글리츠첼렌도르프구
슈테글리츠첼렌도르프구(Steglitz-Zehlendorf)는 독일 베를린의 여섯 번째 자치구이다. 2001년 베를린 행정 구역 개편으로 과거의 슈테글리츠구, 첼렌도르프구가 합쳐져서 형성되었다.